# Invasioni crociate dell'Egitto
Le Invasioni crociate dell'Egitto (1154-1169) furono una serie di campagne intraprese dal Regno di Gerusalemme per rafforzare la propria posizione nel Levante, approfittando della debolezza dei Fatimidi.
Il pretesto delle invasioni furono le lotte intestine in merito alla successione dei califfi Fatimidi e quando una fazione chiese l'aiuto di Nur ad-Din, l'altra si rivolse a Gerusalemme.

## Scenario
In seguito alla conquista di Gerusalemme da parte delle forze del Prima Crociata, i Fatimidi d'Egitto avevano lanciato, dalla piazzaforte di Ascalona, raid regolari in Palestina contro i crociati fino a quando, nel 1153, Baldovino III riuscì a consolidare la frontiera meridionale conquistando Ascalona.
Per il resto, tuttavia, il fallimento della Seconda Crociata e la conquista, da parte di Nur ad-Din, avevano reso evidente ai Crociati la impossibilità di avanzare ulteriormente in Siria senza aver preventivamente consolidato il potenziale economico e bellico degli Stati Crociati.
In Egitto, invece, la situazione era assai differente in quanto il califfato fatimide, scita, era dilaniato da lotte intestine per il potere.
Infatti, il potere da lunghi anni era appannaggio non del califfo ma del suo visir a seguito di una progressiva perdita di prestigio e autorevolezza dell'autorità suprema.
Il potere del visir dell'epoca, Shawar, fortemente impopolare per la sua cupidigia e avidità, era però contestato da altre fazioni, alcune, favorevoli ai Crociati ed ostili agli Zengidi, sunniti, altre che contrastavano i Crociati; tutte unite dal desiderio di assumere per sé la carica di visir.

## Svolgimento

### 1163-1164: intervento di Nur ad-Din
Nel 1163, il gran ciambellano, Ḍirghâm, depose Shawar e lo costrinse a recarsi in esilio presso la corte di Nur ad-Din.
Shawar, allora, chiese a Nur di essere reintegrato nel suo titolo e che in cambio avrebbe garantito un'alleanza tra Egitto e Siria in funzione anti-crociata.
Dirgham cercò aiuto a Gerusalemme ma Nur ad-Din fu più rapido: nel maggio del 1164 inviò un esercito in Egitto che, al comando del generale Shirkuh, restaurò Shawar.
Ben presto, però, Shawar si rese conto di essere divenuto nient'altro che una marionetta di Nur ad Din dal momento che tutte le piazzeforti, tra le quali Bilbeis, importantissimo centro commerciale, erano rimaste sotto il controllo di Shirkuh.
Per tali motivi, il visir, inviò un messo ad Amalrico I, re di Gerusalemme, affinché cacciasse Shirkuh.

### 1164: primo intervento di Amalrico I

Schema della campagna

Amalrico, bramoso di ottenere le ricchezze dell'Egitto, passò subito il confine con un'armata e, congiuntosi con le truppe di Shawar, pose l'assedio alla città di Bilbeis dove si era rifugiato Shirkuh.
Nur ad-Din, allora, per distogliere Amalrico dall'Egitto, attaccò il Principato di Antiochia e la Contea di Tripoli riuscendo a sconfiggere l'esercito crociato nella Battaglia di Harim e a catturarne i capi Boemondo III di Antiochia e Raimondo III di Tripoli.
Appresa la notizia della sconfitta, Amalrico, si ritirò nel suo regno, mentre Shirkuh evacuò l'Egitto: Shawar poté quindi mantenere indisturbato il proprio potere.

### 1166-1167: Ritorno di Shirkuh e seconda invasione crociata

Schema della campagna

Due anni dopo, Shirkuh, assistito dal nipote Saladino, invase nuovamente l'Egitto e ancora una volta Shawar chiamò Amalrico che del resto risultava strategicamente avvantaggiato disponendo della supremazia navale e della possibilità di usare la strada costiera rispetto a quella del deserto, più lenta, usata da Shirkuh.
L'esercito congiunto crociato-fatimide, acquartieratosi al Cairo, rimase inattivo finché Shirkuh non si avvicinò alle Piramidi di Giza per poi, inaspettatamente, muovere verso sud.
Amalrico, allora, mosse l'esercito crociato-fatimide ed affrontò Shirkuh nella Battaglia di al-Babein, cruenta e dal punto di vista tattico, inconcludente anche se strategicamente fu un successo per Shirkuh: infatti, l'esercito Zengide, riuscì a ritirarsi in buon ordine verso il nord fino ad Alessandria.
Amalrico, allora, pose sotto assedio la città per terra e per mare e dopo alcuni mesi d'assedio, Shirkuh, ormai con un esercito allo stremo, accettò di lasciare l'Egitto a condizione che i crociati facessero altrettanto.
Amalrico, quindi, lasciò il paese non senza aver concordato con Shawar un tributo di 100 000 dinar.

### 1168-1169: terza invasione crociata

Schema della campagna

Con l'Egitto indipendente ma alleato dei Crociati, Amalrico avrebbe potuto rafforzare le proprie posizioni contro la Siria ma, pressato dagli Ospedalieri e nonostante l'opposizione dei Templari decise di invadere nuovamente l'Egitto per annetterlo direttamente.
A tale scopo cercò ed ottenne l'aiuto di Manuele I Comneno, imperatore bizantino, che promise ad Amalrico una flotta e denaro per finanziare la spedizione in cambio della concessione di diritti commerciali e di grano.
Nel 1168, Amalrico, con un rapido attacco, si impadronì di Bilbeis la cui intera popolazione fu massacrata; Shawar invocò l'aiuto siriano e Shirkuh invase nuovamente il paese.
Rifugiatosi nella capitale, Fustat, Shawar, di fronte ad un imminente attacco di Amalrico, decise di incendiarla.
Shirkuh e Saladino giunsero pochi giorni dopo, impegnarono in combattimento i crociati e li costrinsero a ritirarsi, il 2 gennaio del 1169.
Il 18 gennaio, Shāwar fu attirato in un'imboscata e ucciso direttamente da Saladino e Shīrkūh divenne vizir d'Egitto ma morì il 23 marzo, venendo sostituito dal nipote Saladino.
Amalrico, tuttavia, forte dell'appoggio bizantino, decise di assediare Damietta: l'assedio andò per le lunghe e dopo tre mesi i bizantini, ormai senza risorse, si ritirarono, seguiti, nel 1171, da Amalrico il cui esercito era prostrato dalle malattie.
Nello stesso anno, Saladino, depose l'ultimo califfo fatimide e si autoproclamò Sultano, formalmente nel nome di Nur ad-Din.

## Conclusione
Sebbene per alcuni anni, il Regno di Gerusalemme, poté godere di un periodo di pace per via della lotta tra Saladino e Nur ad-Din, le sconfitte in Egitto, furono il preludio della disfatta finale.
Infatti, alla morte di Nur ad-Din, nel 1174, Saladino poté realizzare l'unione tra la Siria e l'Egitto e quindi circondare gli stati crociati.